# Emil Bert Hartwig
Emil Bert Hartwig (* 20. Juli 1907 in Marl-Sinsen; † 7. Februar 1996 in Freinsheim) war ein deutscher Maler.

## Leben
1921 absolvierte Emil Bert Hartwig eine Architekturlehre in Essen.
Von 1925 bis 1926 erhielt Hartwig eine Ausbildung in der Folkwangschule in Essen bei Max Peiffer-Watenpuhl.
Zwischen 1927 und 1930 belegte er ein Studium am Bauhaus Dessau, absolvierte den
Vorkurs bei Josef Albers, erlernte Bildweberei in der Webereiwerkstatt bei Gunta Stölzl und Malerei bei Wassily Kandinsky und Paul Klee.
Im Jahr 1931 erhielt Hartwig ein Reisestipendium und arbeitete ein Jahr lang in Paris und in der Normandie. Rückblickend erlebte er diese Zeit als die freieste seines Lebens. Von 1932 bis 1934 studierte Hartwig an der Kunstakademie in Düsseldorf Malerei bei Paul Klee. Nachdem Paul Klee 1933 von den Nationalsozialisten aus Düsseldorf vertrieben wurde, verließ auch Emil Bert Hartwig die Akademie und lebte ab 1934 als freier Künstler in Münster-Hiltrup.
1935 wurde Hartwig Mitglied der Freien Künstlergemeinschaft Schanze in Münster, der er bis zu seinem Tode angehörte.
Zwischen 1939 und 1945 war er Soldat, 1945 heiratete er Anna Eckervogt, und richtete sich 1949 in Hiltrup ein Atelier ein. Neben Auftragsarbeiten konnte er nun auch freie Arbeiten, vor allem Ölbilder, schaffen. 1949 entstand ein erster Holzschnittzyklus, dem bis in die siebziger Jahre weitere Zyklen folgten.
Von 1959 bis 1976 war Hartwig als Dozent an der Fachhochschule Münster im Fachbereich Design für Zeichnen und Malen tätig.
Im Jahr 1984 nahm Hartwig seinen Alterssitz in Freinsheim/Pfalz und wirkte dort, bis zu seinem Tod 1996, als freier Maler.

## Lebenswerk
Das Lebenswerk des Malers umfasst etwa 500 Bilder, 250 Aquarelle und Holzschnitte sowie 100 Grafiken. Stilformung im Bauhaus kann man in seinen Werken erkennen.
Kennzeichnend für sein Werk schien zu sein „der unprätentiöse Umgang mit den Bildthemen und den Bildgestaltungen (…) Hartwig hat sich nicht auf einen Ausdruck oder Stil festgelegt, sondern ständig und oft zur gleichen Zeit nebeneinander sowohl nahezu geometrische Konstruktionen strenger Gestaltung als auch malerisch schwelgende Formen in seinen Bildern verwendet und zur Komposition geordnet“ (Arno Piechorowski, Aldus-Presse Reicheneck). Künstlerisch befreundet war er mit der Freien Künstlergemeinschaft Schanze im westfälischen Münster, wo er circa 50 Jahre lebte.
Aus Anlass des 100. Geburtstages fand vom 21. Juni bis 27. Juli 2007 eine Ausstellung seiner Werke im Glaskasten, Marl, statt.

## Werkverzeichnis, Darstellungen
- E.B.Hartwig, Werkverzeichnis Holzschnitte, Verlag Harwalik, 1990, ISBN 3-921638-27-5.
- Wolfgang Wangler, Schüler des Bauhauses und Ihre Malerei von heute, Symbol, 1982, ISBN 3-9800350-1-8.
- E.B.Hartwig, Späte Blätter, Adolf Smitmans und Arno Piechorowski, Städtische Galerie Albstadt, 1996, ISBN 3-923644-70-1.